# Zastava Kirgistana
Zastava Kirgistana predstavlja sunce s 40 krakova, koji predstavljaju 40 kirgiskih plemena. Na prednjoj strani zastave zrake sunca kreću se u smjeru suprotnom od kazaljke na satu, dok sa stražnje strane zastave, zrake teku u smjeru kazaljke sata. Prekriženo pruće unutar sunca predstavlja pogled iz unutrašnjosti Jurte prema nebu. Prihvaćena je 3. ožujka 1992.

## Vanjske poveznice
- Flags of the World